# Paul Le Roux (Programmierer)

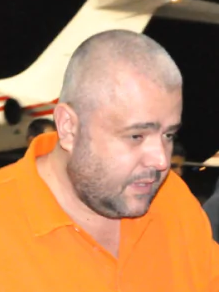
Paul Le Roux nach seiner Verhaftung (2012)

Paul Calder Le Roux (* 24. Dezember 1972 in Bulawayo, Rhodesien) ist ein simbabwischer Informatiker und Krimineller. Er entwickelte in den 1990er Jahren die Verschlüsselungssoftware E4M, welche später die Grundlage für TrueCrypt bildete. Er gründete 2004 ein eigenes Onlineunternehmen, das Medikamente im Internet verkaufte, bevor er in den Waffen- und Drogenhandel einstieg und ein globales kriminelles Imperium auf mehreren Kontinenten aufbaute. 2012 wurde er von der DEA in Liberia in eine Falle gelockt und an die USA ausgeliefert. Nach seiner Verhaftung kooperierte er mit den Behörden und gestand sieben Morde in Auftrag gegeben zu haben. Aufgrund seiner Kooperation wurde er im Juni 2020 in New York City „nur“ zu einer 25-jährigen Haftstrafe verurteilt.

## Laufbahn
Le Roux wurde 1972 als Kind unbekannter Eltern, die der weißen Minderheit in Rhodesien angehörten, geboren. Sie gaben ihren Sohn zur Adoption frei und er wurde von einem Ehepaar aus Mashava adoptiert. Seine Eltern haben ihm nie von seiner Adoption erzählt und Le Roux selbst erfuhr davon erst 2002. Nach der Machtübernahme von Robert Mugabe emigrierten seine Eltern nach Krugersdorp in Südafrika. Le Roux war ein guter, aber sehr verschlossener Schüler und fühlte sich in seiner neuen Heimat nicht wohl. Im Alter von 15 oder 16 Jahren wurde Le Roux wegen des Verkaufs von Pornografie verhaftet. Der Familie gelang es, den Vorfall geheim zu halten. Le Roux brach die Schule mit 16 Jahren ab, brachte sich jedoch durch die Belegung eines Kurses selbst das Programmieren bei, nachdem er von seinen Eltern einen eigenen Computer erhalten hatte. Nach der Rückkehr von einer Familienurlaubsreise in die USA beschloss der 18-jährige Le Roux, Südafrika zu verlassen, und reiste acht Monate später nach Großbritannien aus. Er fand Arbeit als Programmierer (laut eigenen Aussagen arbeitete er für den britischen Geheimdienst GCHQ) und lernte 1994 seine zukünftige Frau Michelle kennen. Nach sechs Monaten in den USA folgte er Michelle 1995 nach Australien. Das Paar heiratete und Le Roux erhielt die australische Staatsbürgerschaft.
In der zweiten Hälfte der 1990er Jahre trat Le Roux als Usenet-Nutzer in Erscheinung, wo er technische Fragen beantwortete, jedoch auch durch „trollen“ und rassistische Aussagen auffiel. Zwischen 1997 und 1998 begann Le Roux mit der Entwicklung von E4M (Encryption for the Masses), das am 18. Dezember 1998 erstmals veröffentlicht wurde. Er soll die Software selbst geschrieben haben und ließ sie kostenlos mit Quellcode veröffentlichen. Le Roux veröffentlichte auch eine Art Manifest, in dem er darauf hinwies, dass Staaten zunehmend elektronische Daten überwachen. Unter Berufung auf Projekte wie Echelon der „Five Eyes“ erklärte er, dass Verschlüsselung die einzige Möglichkeit sei, die Privatsphäre zu bewahren. Finanziell befand sich Le Roux allerdings in einer schwierigen Lage. Von seiner ersten Frau wurde er 1999 in Brisbane geschieden. Er verließ daraufhin Australien und ließ sich in Hongkong und später in Rotterdam nieder, wo er eine niederländische Staatsbürgerin namens Lilian Cheung Yuen Pui heiratete.
Um mit E4M Geld zu machen, gründete er im Jahr 2000 SW Professionals. Das Unternehmen mit Sitz in Südafrika bot Offshore-Programmierung an, einschließlich E4M-Anpassung. Laut seiner Website hatte es 5 bis 6 Mitarbeiter. Le Roux selbst wurde Berichten zufolge nur selten in Südafrika gesehen und befand sich immer noch in einer prekären finanziellen Situation. Einer der Klienten von SW Professionals war Wilfried Hafner, der Le Roux für sein eigenes Unternehmen, die Securstar GmbH mit Sitz in München anheuerte. Er wurde jedoch 2002 entlassen, als Hafner entdeckte, dass Le Roux weiterhin an E4M arbeitete und dabei einige seiner Arbeiten für SecurStar übernahm. 2004 wurde TrueCrypt veröffentlicht, welches als Verschlüsselungssoftware auf E4M aufbaute und in der Folgezeit von Le Roux genutzt wurde. Er stritt allerdings ab, selbst hinter TrueCrypt zu stecken. Nachdem er eine Zeit lang erfolglos an Online-Casinos gearbeitet hatte, begann er 2004 über das Onlineapotheken-Netzwerk RX Limited verschreibungspflichtige Medikamente wie Opioide oder Viagra mit Rezepten über das Internet abzusetzen, wobei er rechtliche Grauzonen ausnutzte. Er eröffnete dafür Callcenter in Israel und den Philippinen und versendete Spam-Mails im großen Stil. Aufgrund der hohen Nachfrage nach Opioiden und anderen Schmerzmitteln in den Vereinigten Staaten war der Vertrieb äußerst erfolgreich und Le Roux wurde bis Mitte der 2000er Jahre zum Millionär.

### Kriminelle Karriere
Im Jahr 2007 zog Le Roux mit seiner Familie nach Manila in ein Haus einer Gated Community in Dasmariñas um und leitete von dort aus sein Unternehmen. Angesichts des kommerziellen Erfolgs seines halblegalen Online-Apothekengeschäfts beschloss Le Roux um das Jahr 2007 herum, sein Geschäft zu diversifizieren und in illegale Aktivitäten zu expandieren. Zu seinen kriminellen Aktivitäten gehörten Holzschmuggel, Edelmetallabbau, Goldschmuggel, Immobiliengeschäfte, Drogenlieferungen, Waffenhandel und Geldwäsche in verschiedenen Ländern. Er registrierte dafür verschiedene Briefkastenfirmen, die über komplexe Geflechte handelten, schmuggelten und Geld wuschen. Er hatte auch mehrere Pässe, darunter einen simbabwischen Pass unter falscher Identität und einen Diplomatenpass der DR Kongo. Er operierte unter anderem in Manila, Hongkong, Indonesien, Afrika und Südamerika. In dieser Zeit wurden zahlreiche Israelis über RX Limited rekrutiert, auf die Philippinen eingeladen und für Operationen außerhalb von RX Limited eingesetzt. Dazu gehörten Holzfällergeschäfte in der Demokratischen Republik Kongo, die direkte Beschaffung von Gold aus afrikanischen Minen oder die Bewachung von Häusern, die Le Roux in Hongkong gehörten. Viele von Le Rouxs Organisationen waren mit ehemaligen Soldaten aus u. a. Israel und den USA besetzt. Hongkong war das finanzielle Zentrum von Le Rouxs Geschäften. Die Erlöse aus den verschiedenen Geschäften von Le Roux wurden in Goldbarren, Diamanten und andere Wertgegenstände investiert und in Hongkong in einem von mehreren Häusern und Wohnungen gelagert, die Le Roux zu diesem Zweck besaß.
Le Roux handelte mit Methamphetamin aus Nordkorea und verkaufte Waffen an den Iran. Afrika sah der bekennende Rassist Le Roux als einen rechtsfreien Raum zur neokolonialen Bereicherung an. Über eine Scheinfirma lieferte Le Roux ab April 2009 AK-47-Sturmgewehre und leichte Maschinengewehre an Milizen in Somalia und verstieß damit gegen ein bestehendes UN-Waffenembargo. Er soll auch die Übernahme ganzer Gebiete in Somalia für den Drogenhandel geplant haben, wo er 200 Bewaffnete an der Grenze zu Äthiopien beschäftigte. Neben dem Drogen- und Waffenschmuggel in Somalia soll er auch geplant haben, Gold des libyschen Diktators Muammar al-Gaddafi nach Südafrika zu schmuggeln. Auf den Seychellen soll er sogar einen Putsch geplant haben. In Simbabwe erwarb er Land, wofür er den ehemaligen israelischen Geheimagenten Ari Ben-Menashe anheuerte. Er wollte nämlich sein Heimatland wieder unter weißer Vorherrschaft sehen. Le Roux beauftragte Ben-Menashe auch, bei der Regierung von Vanuatu Lobbyarbeit zu leisten, um die Abholzung von Kauri-Bäumen zu ermöglichen. Sein kriminelles Imperium regierte er mit eiserner Faust und Terror. Er ließ aus Paranoia oder zur Bestrafung mehrere Auftragsmorde verüben. Als sein persönlicher Auftragskiller fungierte zwischen 2007 und 2009 der ehemalige US Army Ranger Joseph Hunter, bevor er ihn schließlich entließ, weil er ihn für „zu hitzköpfig“ hielt. 2008 ließ Le Roux nach einem Streit um Geld einen Brandanschlag auf das Haus seines Cousins Mathew Smith verüben, den Smith allerdings überlebte. Im Februar 2012 wurde die philippinische Immobilienmaklerin Catherine Lee in Manila erschossen, der Le Roux vorwarf, ihn bei Immobiliengeschäften betrogen zu haben. Der Mord wurde von zwei Auftragskillern aus den USA ausgeführt, die von Joseph Hunter angeheuert worden waren.

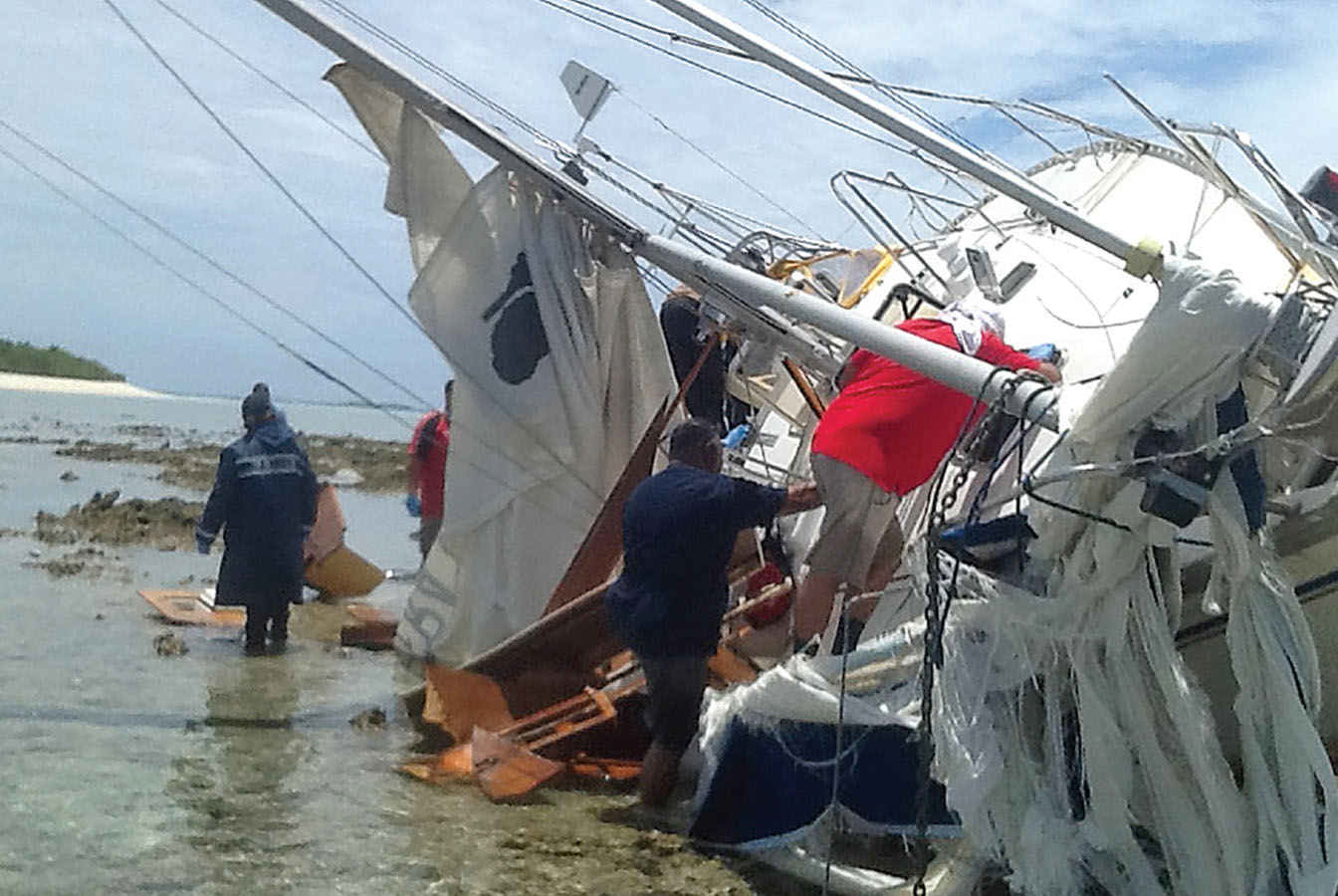
Wrack des Schmugglerboots JeReVe (2012)

Da ihm die Strafverfolgungsbehörden auf die Schliche kamen, plante er ab 2010 sich nach Brasilien abzusetzen. Le Roux kam am 19. Mai 2012 mit seiner Freundin Cindy Cayanan und der gemeinsamen Tochter in Rio de Janeiro an und gab sich als Tourist aus. Drei israelische Mitarbeiter überwachten seine Aktivitäten während seiner Abwesenheit. Nach seiner Ankunft zeugte er ein Kind mit einer Einheimischen, was ihn bei einer Verhaftung vor der Auslieferung schützen sollte. Den US-amerikanischen und brasilianischen Behörden gelang es, Le Roux ab Anfang 2012 in Brasilien zu überwachen. Sie zeichneten unter anderem Telefongespräche zwischen ihm und seiner Frau Lilian Cheung Yuen Pui auf. Darin warnte er sie davor, in den Niederlanden in Immobilien zu investieren, da diese im Falle seiner Verhaftung zu leicht beschlagnahmt werden könnten, was darauf hinwies, dass sein Geschäft illegal war. Sie wurden auch auf große Drogenverschiffung über Ecuador aufmerksam. In Hongkong wurden zahlreiche Mitarbeiter von Le Roux in der Folge verhaftet. Im August 2012 wurde bei der Insel Luatafito im Pazifik das Schmugglerboot JeReVe mit Kokain im Wert von 200 Millionen US-Dollar, Waffen, Pässen und einem toten slowakischen Staatsbürger gefunden. Die Jacht war offenbar vor der Küste in einen Sturm geraten und gekentert. Die DEA hatte das Boot mit einem Tracker ausgestattet, der jedoch in der Nähe der Cookinseln ausfiel. Der Vorfall konnte nicht aufgeklärt werden.

### Verhaftung und Verurteilung

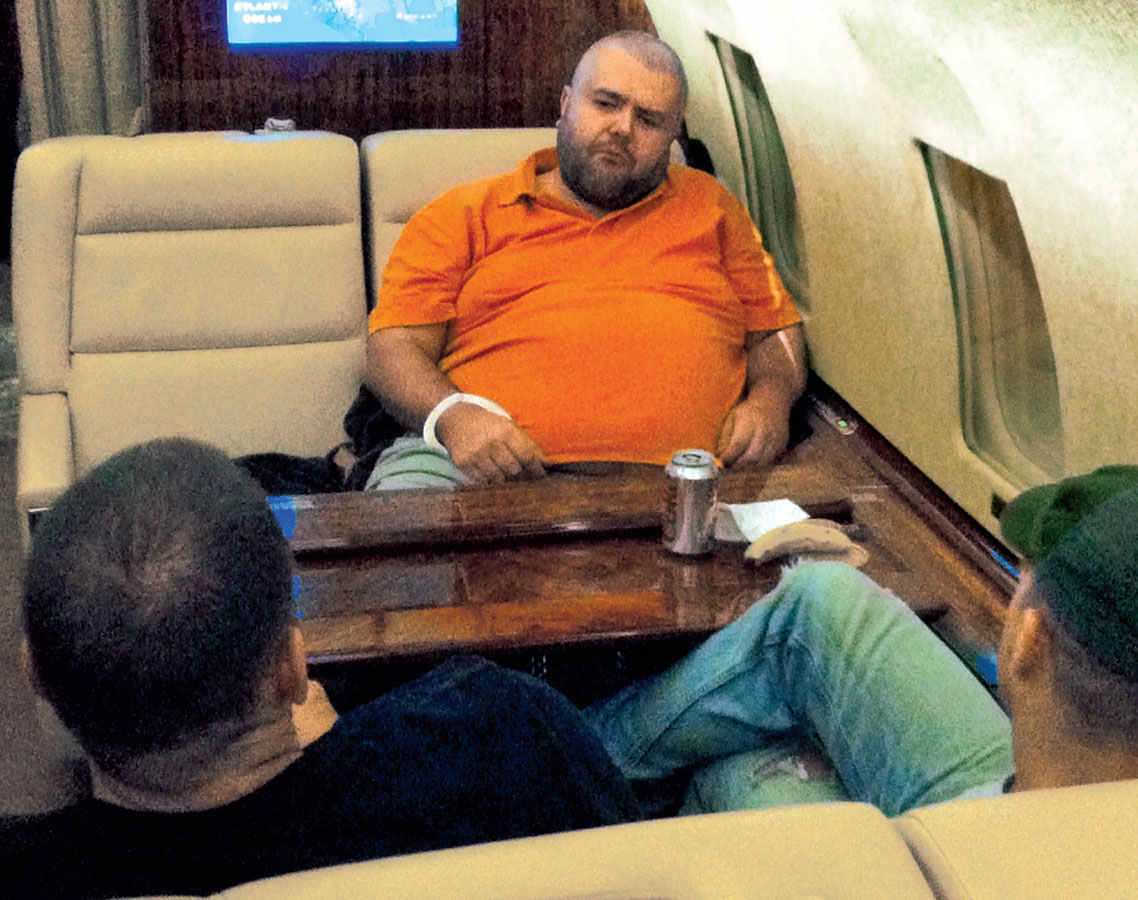
Le Roux Im Flugzeug in die USA während seiner Auslieferung (2012)

Von der DEA wurde Le Roux im September 2012 nach Liberia gelockt, wo er von einem als kolumbianischen Drogenboss getarnten DEA-Mitarbeiter in einem Hotelzimmer in Monrovia heimlich aufgenommen wurde, wie er Geschäfte über den Handel mit Methamphetamin und Kokain verhandelte. Er wurde von der liberianischen Polizei verhaftet, die seine Bestechungsversuche ablehnte und ihn an die USA ausgelieferte. Am Tag nach seiner Ankunft unterzeichnete Le Roux eine Vereinbarung, in der er sich bereit erklärte, sich in zwei Anklagepunkten schuldig zu bekennen und im Gegenzug Straffreiheit für alle anderen Straftaten, die er zugeben würde, zu erhalten. Nach der Vereinbarung gab er sieben Auftragsmorde zu. Er wurde im Rahmen der Vereinbarung zu einem verdeckten DEA-Agenten, aus der Haft entlassen und ließ in einer Sting-Operation seine gesamte Organisation hochgehen. Zahlreiche seiner Komplizen konnten so gefasst werden, wobei die Verhaftung von Le Roux über mehrere Jahre geheim gehalten werden musste.
Am 12. Juni 2020 wurde Le Roux zu 25 Jahren Gefängnis verurteilt, die knapp acht bereits verbüßten Jahre wurden ihm dabei angerechnet. Die vorsitzende Richterin, Ronnie Abrams, erklärte: „Das Ausmaß und die Schwere des kriminellen Verhaltens von Herrn Le Roux sind geradezu atemberaubend. Ich habe hier einen Mann vor mir, der ein Verhalten an den Tag gelegt hat, das dem eines Bösewichts in einem James-Bond-Film entspricht“. Aufgrund seiner Kooperation erhielt er jedoch eine Strafminderung. Viele seiner Komplizen erhielten höhere Haftstrafen. So wurde Joseph Hunter wegen Drogenhandel und Verschwörung zum Mord an Bundesbeamten zu 20 Jahren verurteilt und erhielt zusätzlich eine lebenslange Haftstrafe für den Mord an Catherine Lee. Le Roux wird wegen mehrerer Morde auch noch auf den Philippinen gesucht und könnte nach Ende seiner Haft dorthin ausgeliefert werden.

## Möglicher Erfinder des Bitcoin
2019 kamen im Internet Spekulationen auf, dass es sich bei Le Roux um die Person hinter dem Pseudonym Satoshi Nakamoto handeln könnte, welche 2009 die Kryptowährung Bitcoin erfand. So war er Programmierer und kannte sich mit Kryptographie aus. Er soll an Onlinewährungen interessiert gewesen sein und 2007/08 soll er gegenüber rumänischen Programmierern von einer eigenen Währung gesprochen haben. Es wurden auch noch weitere Gründe genannt, die auf Le Roux hindeuten sollen, wie das Verschwinden von Satoshi Nakamoto kurz vor Le Roux Verhaftung, die Ähnlichkeit von Le Roux Namen „Solotshi“ auf seinem kongolesischen Fake-Pass mit dem Pseudonym Satoshi und die Tatsache, dass die erste Bitcoin-Version unerklärten Code für ein Pokerspiel enthielt, während Le Roux zur gleichen Zeit an Onlinespielecasinos arbeitete. Die Schreibstile von Le Roux und Satoshi in Onlineforen stimmen allerdings nicht überein und für Paul Le Roux als Bitcoin-Erfinder gibt es keine eindeutigen Beweise.
2020 hatte Le Roux angekündigt, nach seiner Haftentlassung ein eigenes Bitcoin-Unternehmen gründen zu wollen.